# Norr Skålö naturreservat
Norr Skålö naturreservat är ett naturreservat i Vansbro kommun i Dalarnas län.
Området är naturskyddat sedan 2021 och är 38 hektar stort. Reservatet ligger nordost om Vansbro och består av tallskog med inslag av gran och lövträd.